# Guatteria blepharophylla
Guatteria blepharophylla är en kirimojaväxtart som beskrevs av Carl Friedrich Philipp von Martius.
Guatteria blepharophylla ingår i släktet Guatteria och familjen kirimojaväxter. Inga underarter finns listade i Catalogue of Life.